# James G. Christiansen
James George Christiansen (* 23. September 1897 in Oregon; † 6. Juli 1982) war ein Generalmajor der United States Army. Er war unter anderem Kommandeur der 2. Panzerdivision.
Im November 1918 absolvierte James Christiansen die United States Military Academy in West Point. Nach seiner Graduation wurde er als Leutnant in das Offizierskorps des US-Heeres aufgenommen. In der Armee durchlief er anschließend alle Offiziersränge vom Leutnant bis zum Zwei-Sterne-General.
In seinen jüngeren Jahren absolvierte er den für Offiziere in den niederen Rangstufen üblichen Dienst in verschiedenen Einheiten und Standorten. Dazu gehörten auch Aufgaben als Stabsoffizier in verschiedenen Hauptquartieren.
Zwischen dem 16. August 1940 und dem 9. März 1942 war er Stabsoffizier im Hauptquartier der Armee, wo er in der Abteilung für das Pionierwesen (Engineers) tätig war. In diese Zeit fiel der amerikanische Eintritt in den Zweiten Weltkrieg. Danach gehörte er bis zum 25. Juli 1945 in verschiedenen Stabsfunktionen, darunter die des Stabschefs, der Ausbildungseinheit Army Ground Forces an. Zu einem Kriegseinsatz kam er daher nicht.
In den folgenden zwei Jahren bekleidete er militärische Posten im pazifischen Bereich. Im September 1947 übernahm er als Nachfolger von Leland Hobbs das Kommando über die 2. Panzerdivision, die damals vorübergehend im damaligen Fort Hood (heute Fort Cavazos) in Texas stationiert war. In Personalunion war Christiansen damals auch Standortkommandeur von Fort Hood. Christiansen behielt sein Kommando über die 2. Panzerdivision bis zum 28. Juni 1949 als Albert C. Smith seine Nachfolge antrat.
Später wurde James Christiansen nach Japan zum Far East Command versetzt, wo er zwischen dem 27. Juni 1950 und dem 20. November 1951 die Stabsabteilung für das Pionierwesen (Engineers) leitete. Diese Zeit war vom Koreakrieg überschattet, in den er aufgrund seines Amtes indirekt verwickelt war. In den Jahren 1952 und 1953 kommandierte Christiansen die 6. Panzerdivision. Danach erhielt er das Kommando über den Militärstützpunkt Fort Leonard Wood. Im Jahr 1954 schied er aus dem aktiven Militärdienst aus.

## Orden und Auszeichnungen
James Christiansen erhielt im Lauf seiner militärischen Laufbahn unter anderem zwei Mal die Army Distinguished Service Medal und den Silver Star.